# Marco Aurélio de Araujo Ribeiro
Marco Aurélio de Araujo Ribeiro (ur. 9 lutego 1989 w Caetanópolis) – brazylijski futsalista, zawodnik z pola, wcześniej także piłkarz grający na pozycji pomocnika.

## Futsal
Swoją karierę w futsalu Marco Aurélio zaczynał w brazylijskich klubach i łączył ją z grą na boiskach trawiastych. W trakcie sezonu 2014/2015 dołączył do polskiego pierwszoligowca AZS-u UMCS Lublin, dla którego w piętnastu meczach strzelił osiem bramek. Przed sezonem 2015/2016 po pięciodniowych testach Brazylijczyk został zawodnikiem grającego w ekstraklasie zespołu Red Devils Chojnice. W drużynie zadebiutował w wygranym 4:1 meczu pierwszej kolejki tego sezonu przeciwko FC Toruń, w którym strzelił jedną z bramek. W maju 2016 zdobył ze swoją drużyną Puchar Polski, lecz nie wystąpił w meczu finałowym. W kolejnym sezonie reprezentował barwy duńskiego FC Fjordbold i został wybrany MVP sezonu ligi duńskiej.

### Statystyki
| Sezon   | Klub                | Kraj   | Rozgrywki          | Mecze | Bramki |
| ------- | ------------------- | ------ | ------------------ | ----- | ------ |
| 2014/15 | AZS UMCS Lublin     | Polska | I liga             | 15    | 8      |
| 2015/16 | Red Devils Chojnice | Polska | Futsal Ekstraklasa | 17    | 5      |

## Piłka nożna
Swoją piłkarską karierę Marco Aurélio de Araujo Ribeiro rozpoczynał w CA Metropolitano Blumenau, z którego w 2007 roku był wypożyczony do austriackiego FC Langenegg. Ze swoim pierwszym klubem definitywnie rozstał się w 2009 roku. Następną drużyną tego zawodnika było urugwajskie Cerro Largo Melo, w barwach którego wystąpił w trzech meczach Primera División Uruguaya, czyli najwyższej klasy rozgrywkowej w tym kraju. Swoją piłkarską karierę kontynuował w brazylijskich São Bento Sorocaba, América São José do Rio Preto i Marília AC. Z klubami ze swojej ojczyzny rywalizował głównie w mistrzostwach stanowych. Ostatnimi klubami Aurélio na zielonej murawie były polskie Arka Gdynia i UKP Zielona Góra.

## Życie prywatne
Marco Aurélio de Araujo Ribeiro jest mężem piłkarki ręcznej Jéssici Quintino, która jest zawodniczką MKS Selgros Lublin i reprezentantką Brazylii.